# EuroVelo 13: Iron Curtain Trail
Az EuroVelo 13, vagyis az Iron Curtain Trail (magyarul: Vasfüggöny útvonal) az EuroVelo nemzetközi kerékpárúthálózatának tizenharmadik vonala, amely Kirkenesből az egykori vasfüggöny mentén Bulgáriába tart. Egyike annak a három EuroVelo útvonalnak, amely Magyarországon is áthalad.

## Útvonala
|  |  |  |

|  |  |  |

|  |  |  |

|  |  |  |

|  |  |  |

|  |  |  |

|  |  |  |

|  |  |  |

|  |  |  |

|  |  |  |

|  |  |  |

|  |  |  |

|  |  |  |

|  |  |  |

|  |  |  |

|  |  |  |

|  |  |  |

|  |  |  |

|  |  |  |

|  |  |  |

|  |  |  |

|  |  |  |

|  |  |  |

|  |  |  |

|  |  |  |

|  |  |  |

|  |  |  |

|  |  |  |

|  |  |  |

|  |  |  |

|  |  |  |

|  |  |  |

|  |  |  |

|  |  |  |

|  |  |  |

|  |  |  |

|  |  |  |

|  |  |  |

|  |  |  |

|  |  |  |

|  |  |  |

|  |  |  |

|  |  |  |

|  |  |  |

|  |  |  |

|  |  |  |

|  |  |  |

|  |  |  |

|  |  |  |

|  |  |  |

|  |  |  |

|  |  |  |

|  |  |  |

|  |  |  |

|  |  |  |

|  |  |  |

|  |  |  |

|  |  |  |

|  |  |  |

|  |  |  |

|  |  |  |

|  |  |  |

|  |  |  |

|  |  |  |

|  |  |  |

|  |  |  |

|  |  |  |

|  |  |  |

|  |  |  |

|  |  |  |

|  |  |  |

|  |  |  |

|  |  |  |

|  |  |  |

|  |  |  |

|  |  |  |

|  |  |  |

|  |  |  |

|  |  |  |

|  |  |  |

|  |  |  |

|  |  |  |

|  |  |  |

|  |  |  |

|  |  |  |

|  |  |  |

|  |  |  |

|  |  |  |

|  |  |  |

|  |  |  |

|  |  |  |

|  |  |  |

|  |  |  |

|  |  |  |

|  |  |  |

|  |  |  |

|  |  |  |

|  |  |  |

|  |  |  |

|  |  |  |

|  |  |  |

|  |  |  |

|  |  |  |

|  |  |  |

|  |  |  |

|  |  |  |

|  |  |  |

|  |  |  |

|  |  |  |

|  |  |  |

|  |  |  |

|  |  |  |

|  |  |  |

|  |  |  |

|  |  |  |

|  |  |  |

|  |  |  |

|  |  |  |

|  |  |  |

|  |  |  |

|  |  |  |

|  |  |  |

|  |  |  |

|  |  |  |

|  |  |  |

|  |  |  |

|  |  |  |

|  |  |  |

|  |  |  |

|  |  |  |

|  |  |  |

|  |  |  |

|  |  |  |

|  |  |  |

|  |  |  |

|  |  |  |

|  |  |  |

|  |  |  |

|  |  |  |

|  |  |  |

 Az útvonaldiagram csak a nagyobb városokat tartalmazza. Forrás: 
Az Iron Curtain Trail nevét arról kapta, hogy az egykori vasfüggöny nyomvonalát igyekszik követni, 20 országon keresztül; ezzel ez az EuroVelo-útvonal érinti a legtöbb országot eddig a hálózatban. Azzal, hogy a vasfüggönyt próbálja követni, az is együtt jár, hogy rengeteg a határ menti szakasza, valójában néhány országban csak pár kilométert halad. A Vasfüggöny útvonal még egy rekordot tart: a leghosszabb EuroVelo útvonal, bár még nincs teljesen készen.

## Érintett országok
- Norvégia
- Finnország
- Oroszország
- Észtország
- Lettország
- Litvánia
- Lengyelország
- Németország
- Csehország
- Ausztria
- Szlovákia
- Magyarország
- Szlovénia
- Horvátország
- Szerbia
- Románia
- Bulgária
- Észak-Macedónia
- Görögország
- Törökország

### Norvégia
Kirkenes norvég település a kiindulópontja az EV13-nak, amely Norvégiában csupán pár kilométert tesz meg. Az útvonal ezen szakasza viszont még kivitelezés alatt áll.
- Regionális információ az EuroVelo 13 norvég szakaszáról

### Finnország

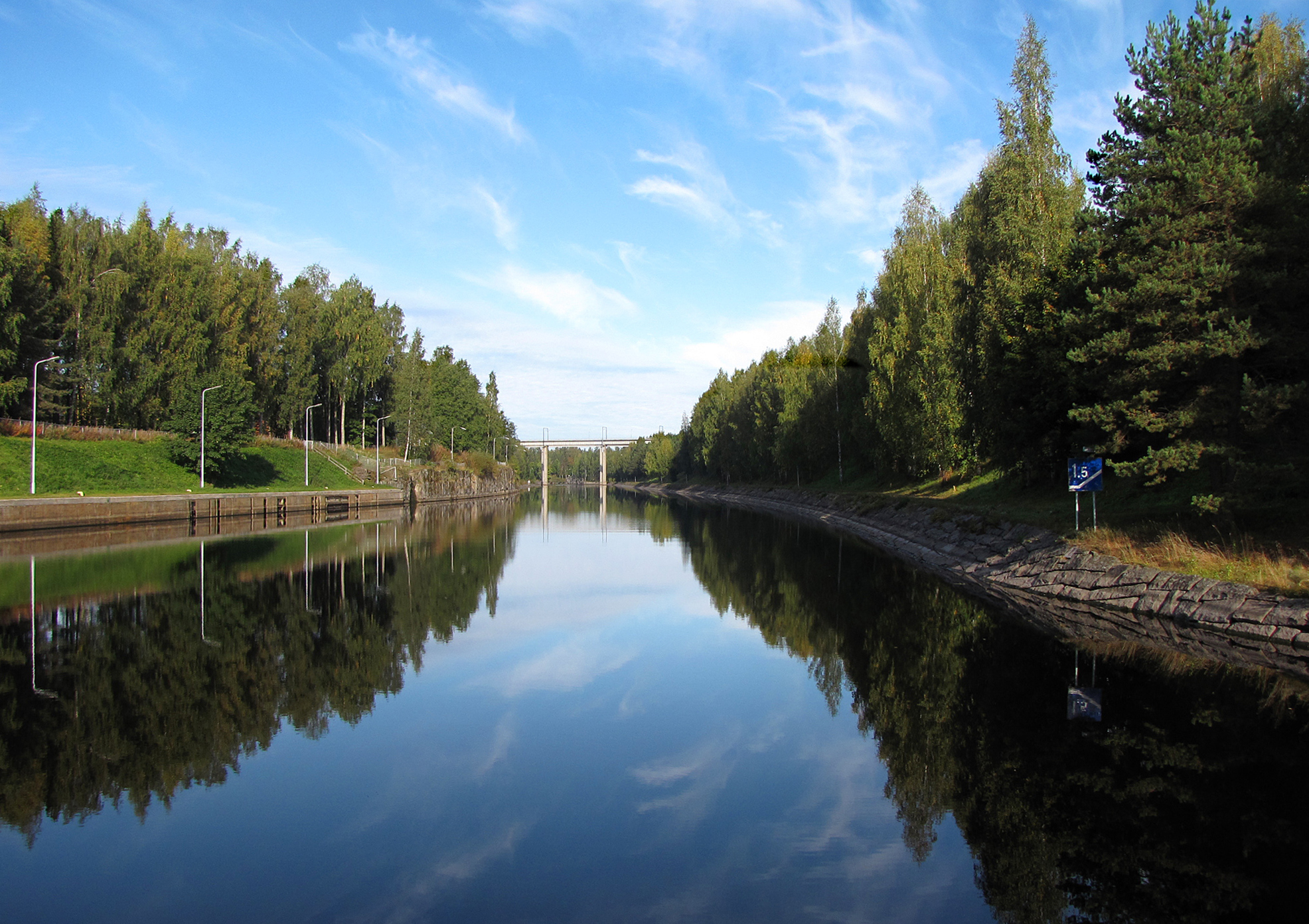
A Saimaa-csatorna

Norvégia után Finnország következik. A finn szakasz a finn-orosz határ mentén halad. Az útvonal egyelőre itt is kivitelezés alatt áll, igen rövid részek még csak tervezettek. Ebben az országban a kerékpárosok részesülhetnek az éjjeli napsütésben. Virolahtitól akár az EV10-en is tovább lehet haladni.
- Regionális információ az EuroVelo 13 finn szakaszáról

### Oroszország
Miközben a finn szakaszon az orosz határ mellett halad az útvonal, néhány helyen pár kilométerre áthalad Oroszországba. Finnország és Oroszország közös nevezetessége itt például a Saimaa-csatorna.
- Regionális információ az EuroVelo 13 orosz szakaszáról

### Észtország
Észtországban az EV13 a fővárost is érinti, Tallinnt (EV11). Az itteni kerékpárutak nagyobbik része készen van, kisebbik része még kivitelezés alatt áll.
- Regionális információ az EuroVelo 13 észt szakaszáról

### Lettország
Lettország a második olyan ország, ahol a kerékpárút bemegy a fővárosba, bár ebben az országban az Iron Curtain Trail még teljes egészében kivitelezés alatt áll. Riga a Balti-tenger partján várja majd a kerékpárosokat, ha az útvonal ezen szakasza készen lesz.
- Regionális információ az EuroVelo 13 lett szakaszáról

### Litvánia

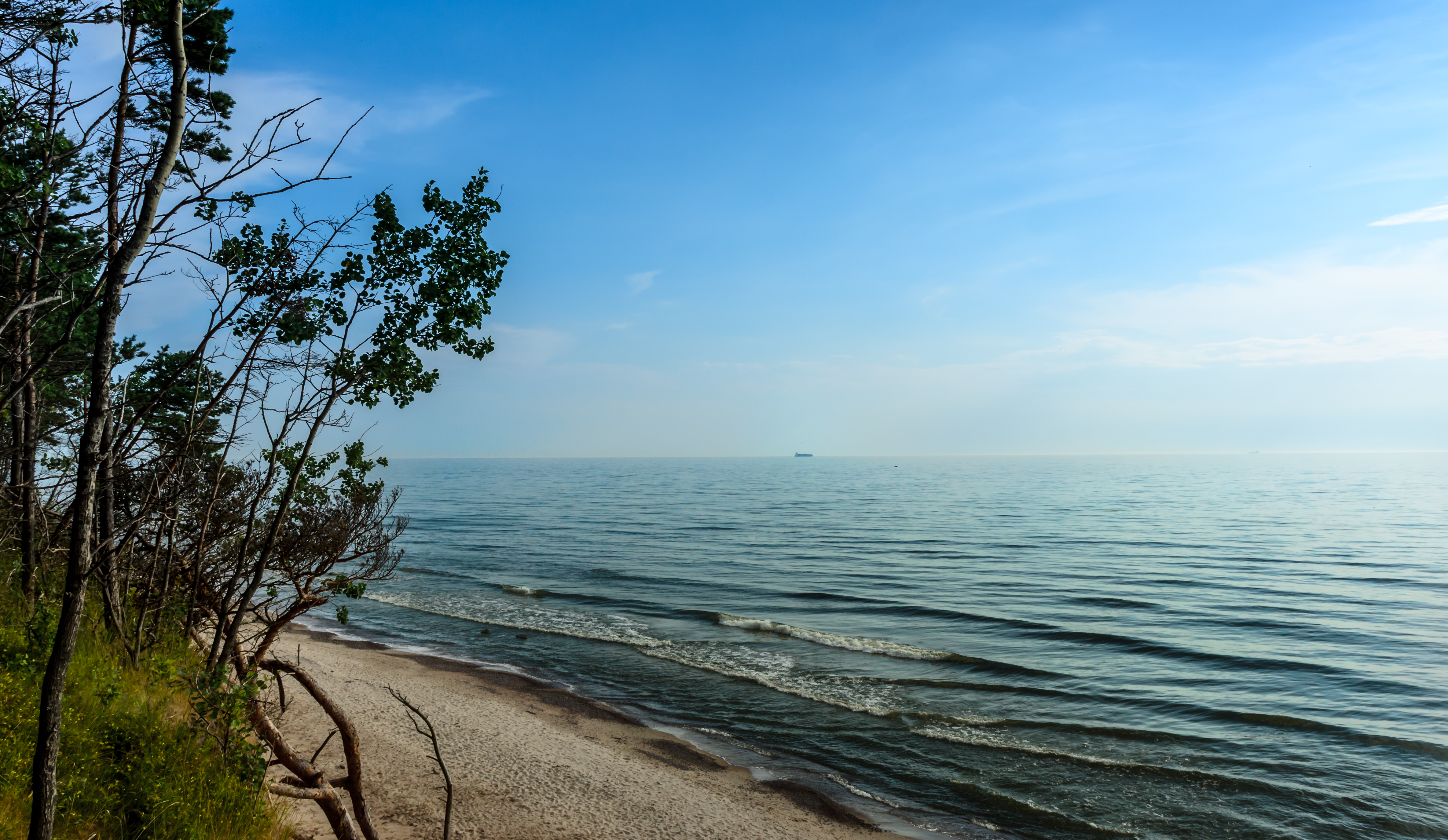
A Balti-tenger Klaipėda közelében

Litvánia a Balti országok közül az utolsó. A litván szakasz teljesen készen van, bár ez a legrövidebb ezen országok szakaszai közül. A Vasfüggöny útvonal ezek után egy vízi átkeléssel folytatódik.
- Regionális információ az EuroVelo 13 litván szakaszáról

### Lengyelország
Egy rövid kalinyingrádi (orosz) szakasz után az útvonal Lengyelországban a Balti-tenger partjánál folytatódik, bár egyelőre még kivitelezés alatt áll. Gdanskban az útvonal kereszteti az EV9-et.
- Regionális információ az EuroVelo 13 lengyel szakaszáról

### Németország
A németországi szakasz igen hosszú. A Balti-tenger partjáról dél felé fordulva Közép-Németországon halad keresztül. Ez a rész kivitelezés alatt áll. Egy kitérőt téve délen vissza, kelet felé halad tovább a következő országba. Warnemüde településen az EV7, Ilsenburgban pedig az EV2 keresztezi az útvonalat.
- Regionális információ az EuroVelo 13 német szakaszáról

### Csehország
Csehországban az EuroVelo 13 teljesen kivitelezett. A cseh-német határszakaszon haladva egyszer egyik, másszor másik országban halad rövid ideig. Az ország ezen az útvonalon kiemelkedő módon 3 "EuroVelo-kereszteződéssel" rendelkezik három településen: Cheb (EV4), České Velenice (EV7) és Břeclav (EV9).
- Regionális információ az EuroVelo 13 cseh szakaszáról

### Ausztria
Országhatárok mellett halad tovább a Vasfüggöny útvonal. Ezúttal nagyrészt Ausztriában, néha cseh területeken halad tovább. Az útvonal itt is teljesen kivitelezett.
- Regionális információ az EuroVelo 13 osztrák szakaszáról

### Szlovákia
Ausztriából egy, már kivitelezett szakasz visz tovább Szlovákiába. Az útvonal érinti Szlovákia fővárosát, Pozsonyt is. Mielőtt Magyarországra lehetne továbbhaladni, az útvonal még érinti Ausztriát.
- Regionális információ az EuroVelo 13 szlovák szakaszáról

### Magyarország

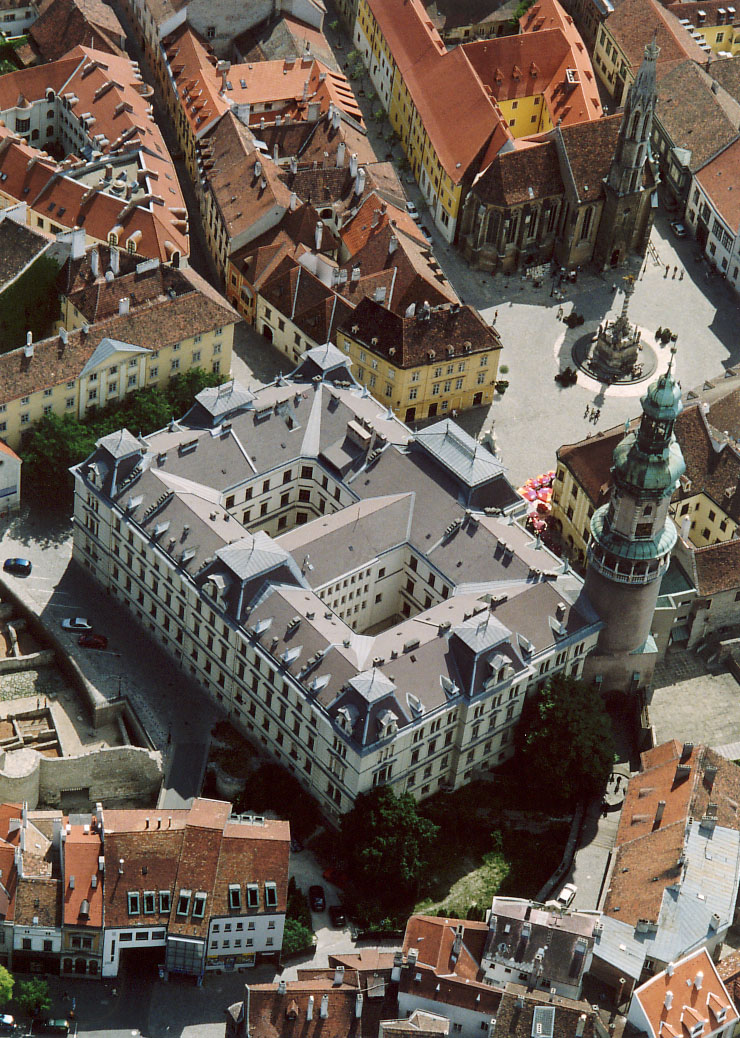
Sopron felülnézetből

Az EuroVelo 13: Iron Curtain Trail egyike a három olyan EuroVelo útvonalnak, amely Magyarország területén is keresztülhalad. Az északi, kivitelezett rész két ízben is "átkalandozik" Ausztriába. Miután északról végighalad a Fertő menti kerékpárút délkeleti, déli felén (Pomogy (Pamhagen), Fertőd, Fertőszéplak, Hegykő, Fertőhomok, Hidegség, Fertőboz, Balf, Fertőrákos), visszamegy Ausztriába, Fertőmeggyes (Mörbisch am See) felé. Vissza Somfalva (Schattendorf) felől érkezik, és Ágfalván át jön be Sopronba. Innen Harkán megy át ismét Ausztriába, majd miután visszaért, dél felé veszi az irányt.

- Regionális információ az EuroVelo 13 magyar szakaszáról

### Szlovénia
A Vasfüggöny útvonal kisebb kitérőt tesz Szlovéniába is. A szlovén szakasz még kivitelezés alatt áll.
- Regionális információ az EuroVelo 13 szlovén szakaszáról

### Horvátország
Horvátországba is Magyarországról megy a kerékpárút nyomvonala, sőt hamarosan ide vissza is érkezik. Ám ez a rész még nem kivitelezett. A kerékpárút nem igazán megy be mélyen Horvátországba, csak a határ mentén halad.
- Regionális információ az EuroVelo 13 horvát szakaszáról

### Szerbia

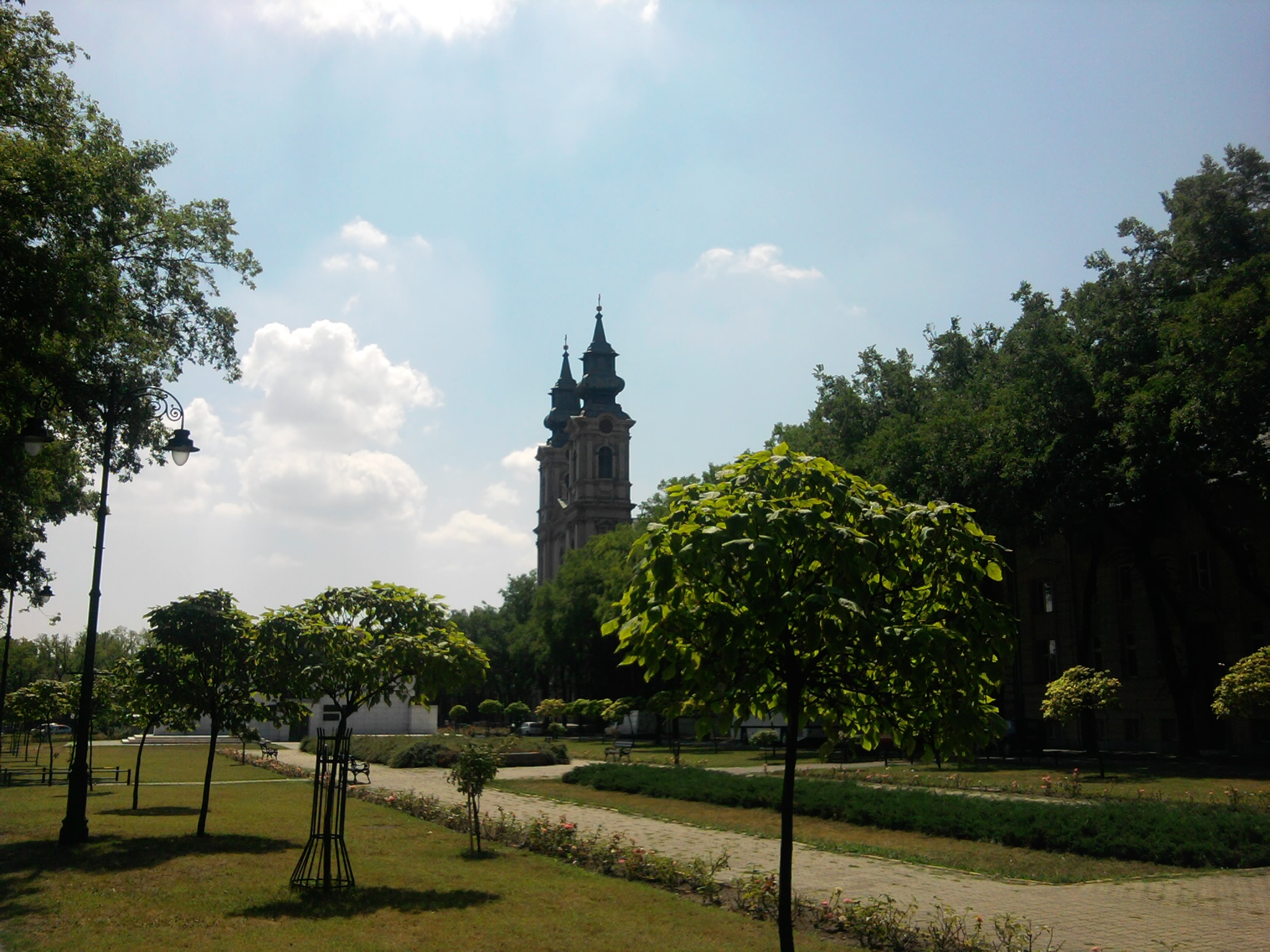
A szabadkai Szent Teréz-székesegyház

Az útvonal először csak pár kilométert tesz meg Szerbia területén, ahol a fontosabb települések közül is csak Szabadkát (Subotica) érinti. A nyomvonal utoljára tér vissza Magyarországra, majd másodszor is meglátogatja Szerbiát. Az útvonal ezen része még nem kivitelezett.
- Regionális információ az EuroVelo 13 szerb szakaszáról

### Románia
Romániába Szerbiából lehet eljutni. Egy határ menti rész készen van, a szakasz többi fele még kivitelezésre vár. A kerékpárút vissza is tér aztán Szerbiába.
- Regionális információ az EuroVelo 13 román szakaszáról

### Bulgária

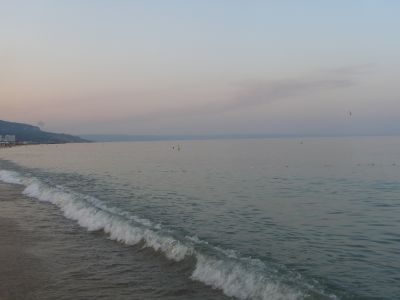
A Fekete-tenger partja Bulgáriában

Utoljára halad az útvonal Szerbiában, majd Bulgária felé veszi az irányt. Ez a szakasz egyelőre kivitelezésre vár.
- Regionális információ az EuroVelo 13 bolgár szakaszáról

### Macedónia
Bulgáriából egy rövid kitérőt tesz az útvonal Macedóniába, majd újra visszaérkezik Bulgáriába. Az útvonal ezen része még kivitelezés alatt áll.
- Regionális információ az EuroVelo 13 macedón szakaszáról

### Görögország
Görögország méretéhez képest csak egy igen rövid szakaszon látogathatjuk meg az országot, ami itt is csak a határ mentén halad, mielőtt visszatér Bulgária területére.
- Regionális információ az EuroVelo 13 görög szakaszáról

### Törökország
Megtévesztő lehet, hogy Törökország az utolsó országa az Iron Curtain Trailnek a sok határ menti szakasz miatt. De az EV13 ismét visszatér Bulgáriába, hogy aztán a Fekete-tenger partján, Rezovóban érjen véget.
- Regionális információ az EuroVelo 13 török szakaszáról

## Hasznos linkek
- Információk az EuroVelo 13 eddig elkészült szakaszáról (az EuroVelo honlapjáról)
- Az eddig elkészült szakaszok térképe
- A Fertő mentén haladó szakasz (Pozsony - Sopron)[halott link]